# 克莱蒙·加西亚
克莱蒙·加西亚（Clément Garcia，1968年6月20日—），是已退役的法国足球运动员，曾效力于上海申花。